# Apollo 9
Apollo 9 war im März 1969 die dritte bemannte Raumfahrtmission im Rahmen des Apollo-Programms. Dabei wurden zehn Tage lang in der Erdumlaufbahn mit der Apollo-Mondlandefähre (LM) unter realen Bedingungen die Rendezvous- und Andockmanöver zum Kommando-Service-Modul (CSM) geprobt. Zudem wurde der Raumanzug für die Mondspaziergänge im Weltraum erprobt. Zwei Monate später wurde dieses Testprogramm mit Apollo 10 in der Mondumlaufbahn wiederholt. 

## Missionsplanung und Besatzung

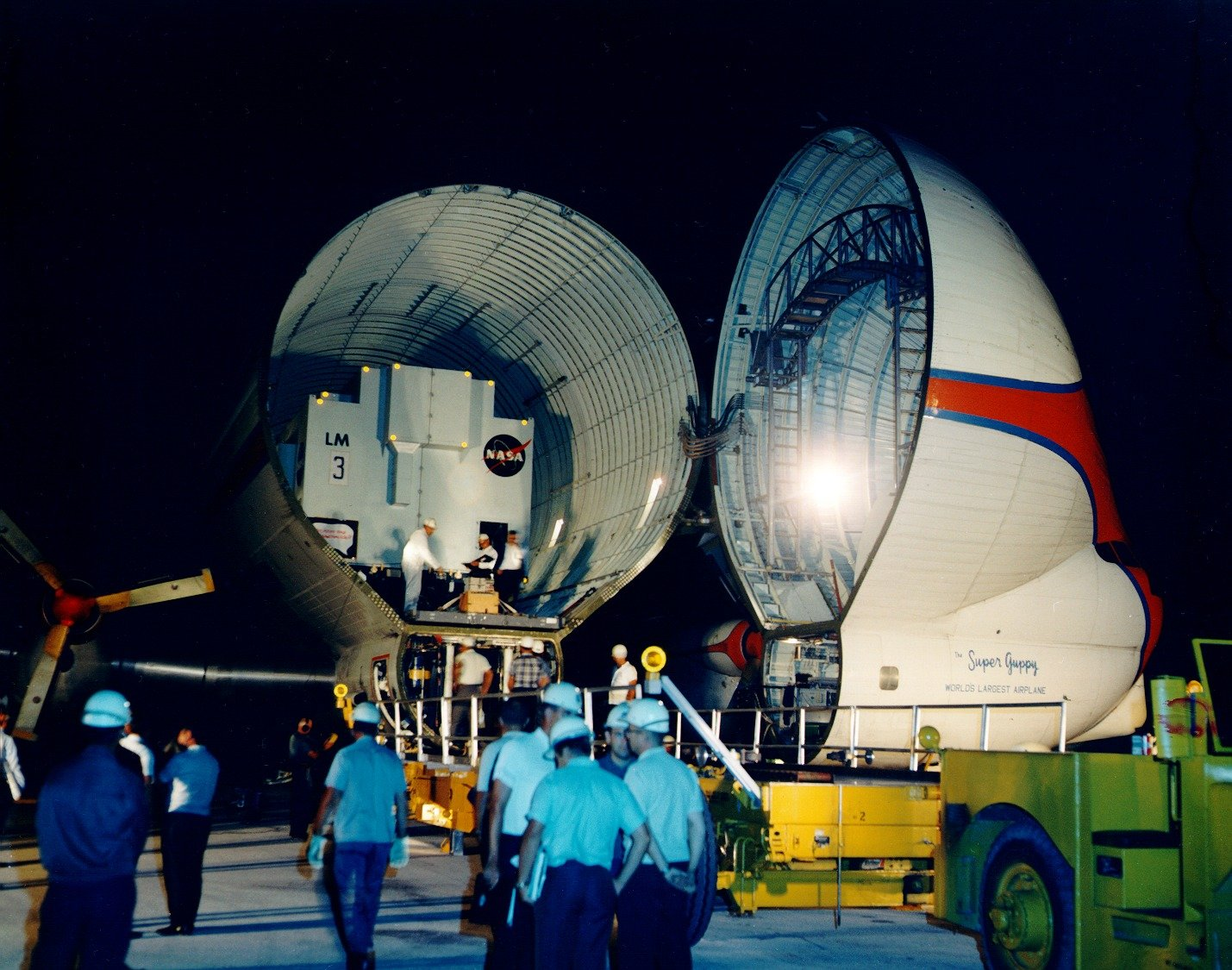
Mondlandefähre LM3 erreicht das Kennedy Space Center, Juni 1968

In der frühen Planung des Apollo-Programms war es vorgesehen, dass der zweite bemannte Flug (genannt Mission D) einen Test der Mondlandefähre in der Erdumlaufbahn durchführen sollte, wobei gleich zwei Raketen vom Typ Saturn IB zum Einsatz kommen sollten. Am 22. Dezember 1966 gab die NASA dafür die Besatzung bekannt. Als Kommandant wurde James McDivitt ausgewählt, der bereits beim zweiten Geminiflug, Gemini 4, das Kommando innegehabt hatte. Pilot der Kommandokapsel sollte David Scott werden, der mit Gemini 8 einen Raumflug absolviert hatte. Als Pilot der Mondlandefähre wurde der Weltraumneuling Russell Schweickart nominiert, einer der wenigen Zivilisten unter den Apollo-Astronauten. Die Ersatzmannschaft bestand aus Tom Stafford als Kommandant, John Young als Pilot der Apollo-Kommandokapsel und Eugene Cernan als Pilot der Mondfähre. Alle drei hatten schon ein bis zwei Geminiflüge hinter sich. Nach der Apollo-1-Katastrophe am 27. Januar 1967 wurden alle Planungen einstweilig eingestellt.
Am 20. November 1967, nach dem Apollo 4 genannten erfolgreichen ersten Testflug der großen Mondrakete Saturn V mit anschließender Wasserung der unbemannten CM-Kapsel, gab die NASA bekannt, dass die Mannschaft von McDivitt weiterhin für den zweiten bemannten Flug unter der Bezeichnung Apollo 8 vorgesehen sei. Hierbei würde die Saturn V zum ersten Mal bemannt zum Einsatz kommen.
Die bisher vorgesehene Ersatzmannschaft wurde nun Apollo 7 zugeteilt. Als neue Ersatzmannschaft rückte diejenige von Bormans Mission E nach: Charles Conrad, Richard Gordon und Alan Bean, wobei Bean Clifton Williams ersetzte, der bei einem Flugzeugabsturz ums Leben gekommen war. Nach dem bisher angewandten Rotationsprinzip wäre diese Ersatzmannschaft die Mannschaft von Apollo 11 gewesen, dem ersten Flug, für den eine Mondlandung vorgesehen war.
Die Unterstützungsmannschaft (Support-Crew) bestand aus Edgar Mitchell, Fred Haise und Alfred Worden. Am 12. Juli 1968 rückte Haise in die Ersatzmannschaft von Mission E und wurde durch Jack Lousma ersetzt. Als am 13. November Mitchell zum Ersatzpiloten der Mondfähre der Mission F (Apollo 10) nominiert wurde, rückte Stuart Roosa nach.
Im Laufe des Sommers 1968 zeichnete sich ab, dass die Mondlandefähren nicht rechtzeitig einsatzbereit sein würden. Im August entschied die NASA, vorerst ohne die Öffentlichkeit zu informieren, dass die Mission E vorgezogen werden könnte und Bormans Team als Mission C den Mond umrunden sollte.
Nachdem die Mission C (Apollo 7) erfolgreich verlaufen war, entschied die NASA am 10. November endgültig, Bormans Mannschaft den ersten bemannten Flug zum Mond zuzuteilen. Diese Mission wurde nun als Apollo 8 nummeriert. Der Flug von McDivitt, Scott und Schweickart lief nun als Apollo 9 und verzögerte sich weit bis ins Jahr 1969. Mission E wurde ersatzlos gestrichen.
Die einzelnen Teile der Rakete, die ja eigentlich für Mission E geplant waren, wurden zwischen Mai und September 1968 angeliefert. Am 3. Januar 1969 konnte die Saturn V zur Startrampe 39A gerollt werden. Die Rakete trug die Seriennummer AS-504, die Kommandokapsel CSM-104 und die Mondlandefähre LM-3.

## Start

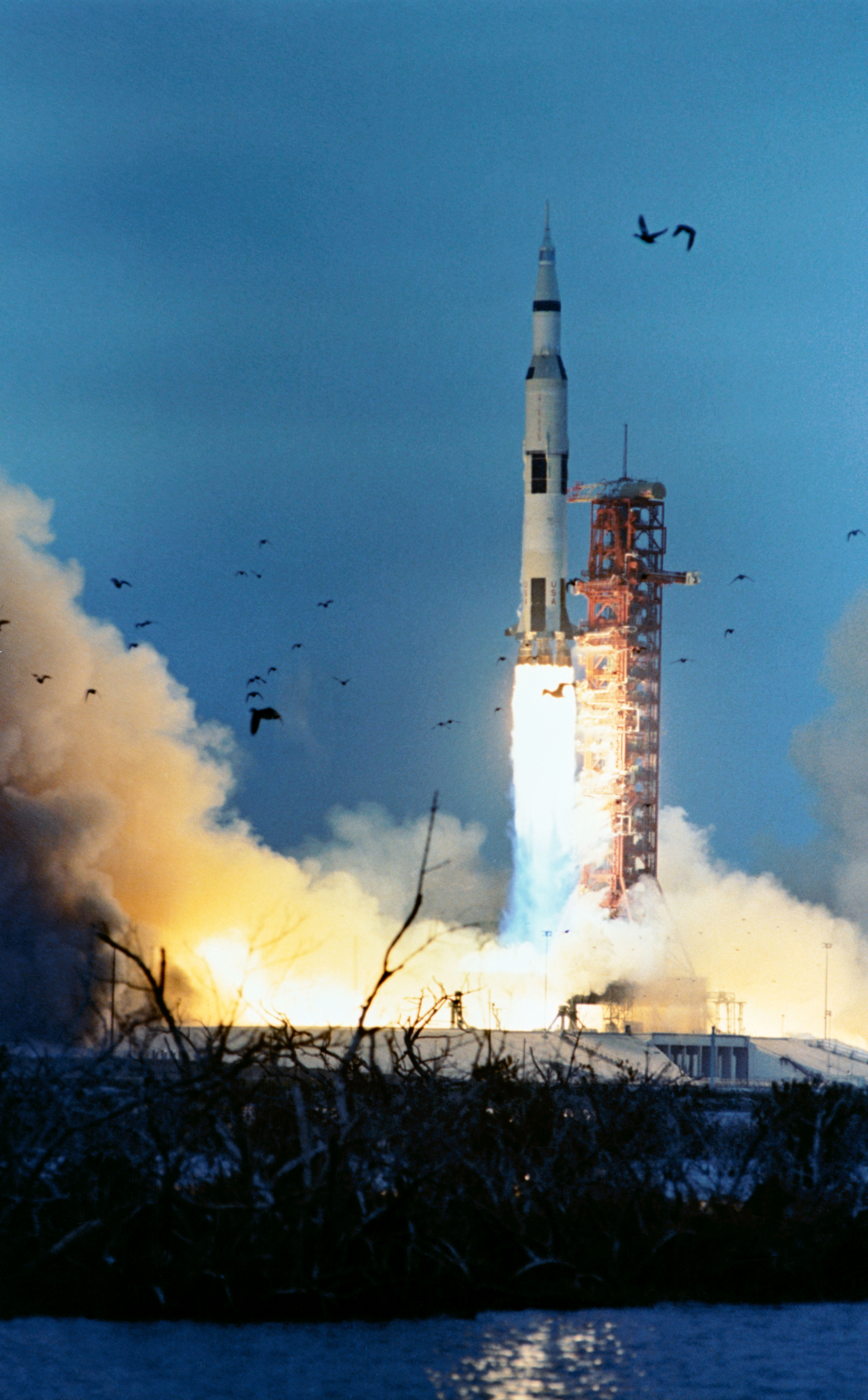
Start von Apollo 9

Die Saturn V startete am 3. März 1969 um 16:00 UTC vom Kennedy Space Center, Florida. Um die Kommunikation zu vereinfachen, erhielten Kommandokapsel und Fähre erstmals eigene Rufnamen: Gumdrop für das Kommandomodul und Spider für die Mondlandefähre. Somit wurde die seit Gemini 3 unterbrochene Tradition fortgesetzt, dass die Astronauten ihren Raumschiffen eigene Namen geben durften.
Verbindungssprecher (CapCom) während des Fluges waren die Ersatzmannschaft Conrad, Gordon und Bean sowie Stuart Roosa und Alfred Worden von der Support-Crew und Ronald Evans.

## Im Erdorbit

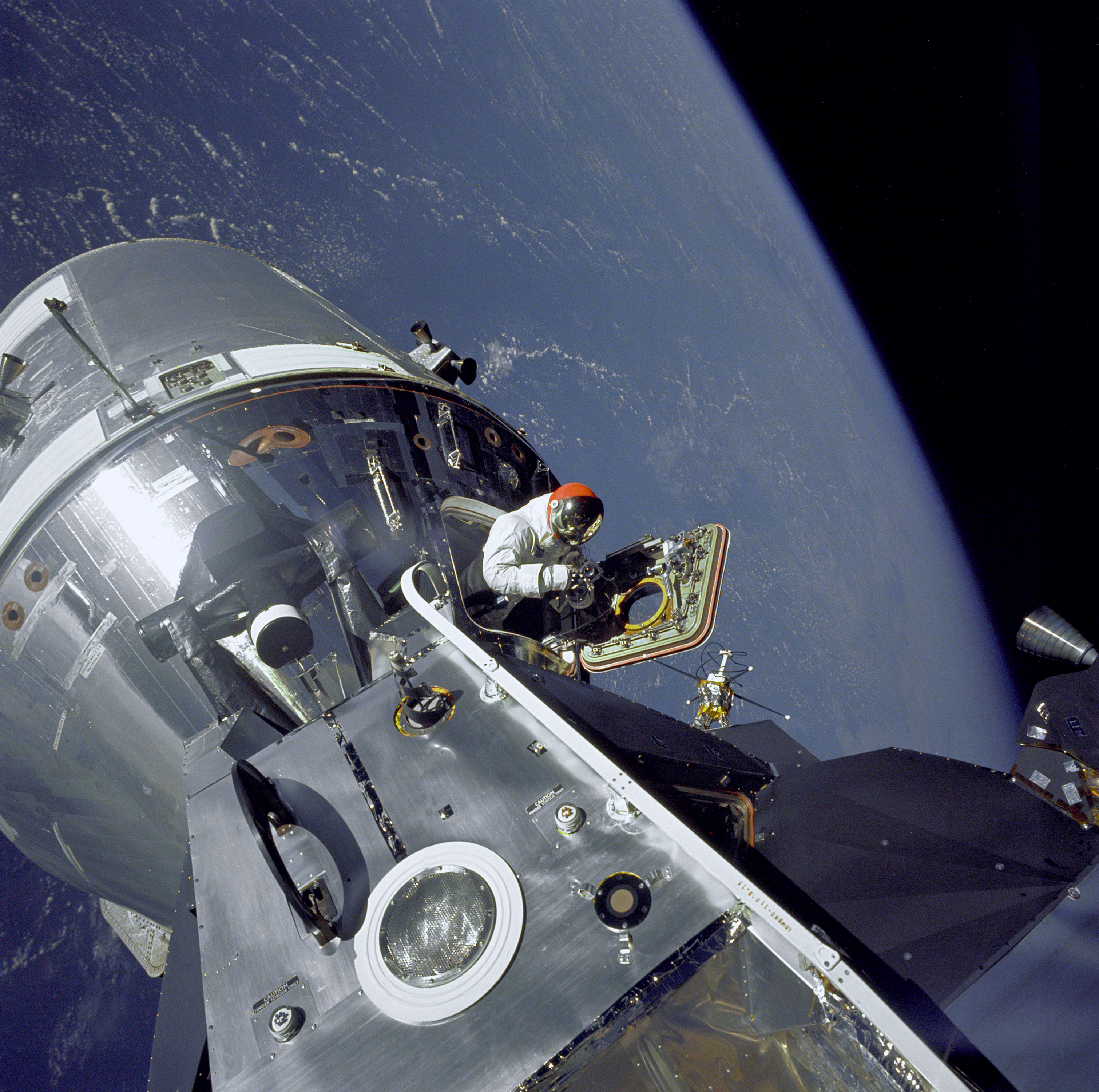
Apollo 9 mit angedockter Mondlandefähre im Erdorbit

Nach dem Erreichen der Erdumlaufbahn wurden Manöver durchgeführt, wie sie für die reale Mondlandung von Apollo 11 geplant waren. Zu diesem Zeitpunkt steckte die Mondlandefähre noch mitten in der dritten Stufe der Saturn-Rakete. Die Spitze bildete die Einheit aus dem Apollo-Servicemodul und der Kommandokapsel (CSM). Das CSM löste sich von der Raketenstufe, wendete um 180 Grad und dockte mit der Nase an der Mondlandefähre (LM) an. Nun konnte sich der Verbund von der Raketenstufe entfernen. Drei Stunden nach dem Start war dieses Manöver beendet.
Die dritte Stufe der Saturn V, die S-IVB, wurde erneut gezündet, um auch deren Systeme zu testen, und in eine Sonnenumlaufbahn gebracht.
Am dritten Flugtag, so lange würde ein Flug zum Mond dauern, stiegen zuerst Schweickart, dann McDivitt von der Apollo-Kommandokapsel in die Mondfähre um. Das war das erste Mal, dass Raumfahrer sich durch einen Tunnel von einem Raumfahrzeug in ein anderes bewegten. Schweickart litt zu dieser Zeit unter Raumkrankheit, so dass das Programm gekürzt werden musste. Allerdings gab es noch die erste Fernsehübertragung aus dem Innern der Landefähre. Schließlich wurden noch die Triebwerke der Landefähre getestet. Ohne die beiden Raumfahrzeuge zu trennen, liefen die Triebwerke sechs Minuten lang.
Für den nächsten Tag, den 6. März 1969, waren die ersten Außenbordarbeiten des Apollo-Programms vorgesehen. McDivitt und Schweickart stiegen ein zweites Mal durch den Tunnel in die Mondfähre. Schweickart trug einen Raumanzug für die Mondspaziergänge, verließ die Fähre durch die Außenluke, nur mit einem Nylonseil gesichert. Diese Extra Vehicular Activity (EVA) dauerte 47 Minuten, geplant waren über zwei Stunden, wobei sich Schweickart bis zur Luke der Apollo-Kommandokapsel hätte hangeln sollen, um das Umsteigen im freien Raum zu simulieren. Dieser Teil musste jedoch entfallen.
Zur selben Zeit öffnete Scott die Luke der Kommandokapsel und beugte sich in den Weltraum (siehe nebenstehendes Bild), war aber noch mit den Lebenserhaltungssystemen des Raumschiffs verbunden. Somit kam Scott doch noch zu seiner EVA, die für Gemini 8 vorgesehen war, aber abgesagt werden musste.

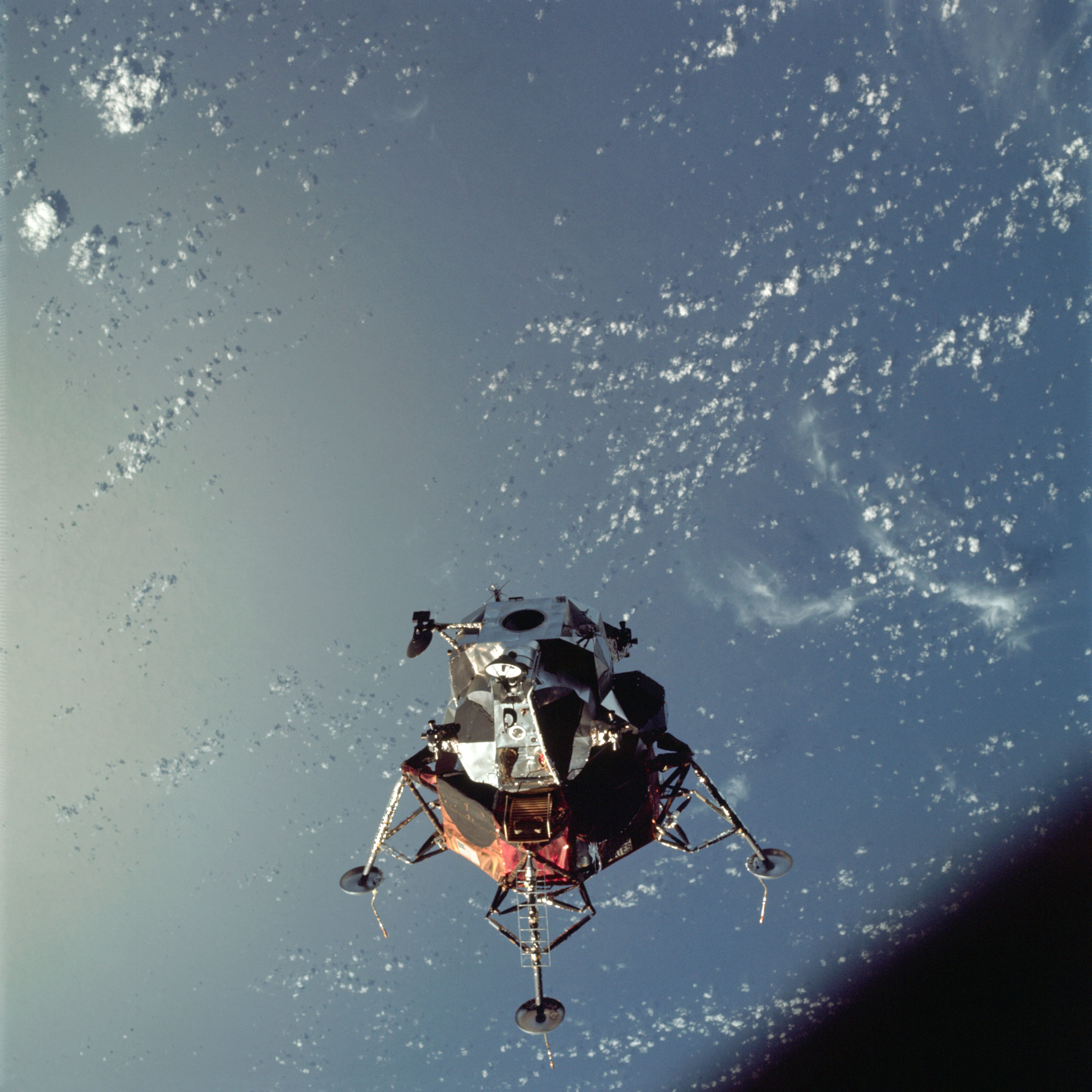
Spider nach der Trennung von Gumdrop

Am fünften Flugtag sollte die Mondfähre dann endlich selbst manövrieren. McDivitt und Schweickart trennten die Fähre vom Mutterschiff und entfernten sich bis zu 180 km vom Apollo-Raumschiff. Nach etwa vier Stunden wurde der Start vom Mond simuliert: die Abstiegsstufe wurde abgeworfen und die Aufstiegsstufe gezündet, um das Rendezvous mit dem Apollo-Raumschiff durchzuführen. 6 Stunden und 22 Minuten nach der Trennung dockte Spider wieder an Gumdrop. Dies war jedoch nicht das erste Docking zweier bemannter Raumfahrzeuge in der Erdumlaufbahn, denn diese Premiere war Sojus 4 und Sojus 5 zwei Monate zuvor gelungen.
McDivitt und Schweickart stiegen wieder zu Scott in die Kommandokapsel, und die Mondlandefähre wurde abgeworfen. Das Aufstiegstriebwerk der Mondfähre wurde ferngesteuert gezündet und brannte, bis der Treibstoff zu Ende ging. Spider blieb in der Erdumlaufbahn und verglühte erst 1981 in der Atmosphäre, während die Abstiegsstufe bereits im Frühjahr 1969 wieder in die Atmosphäre eintrat.

## Wasserung

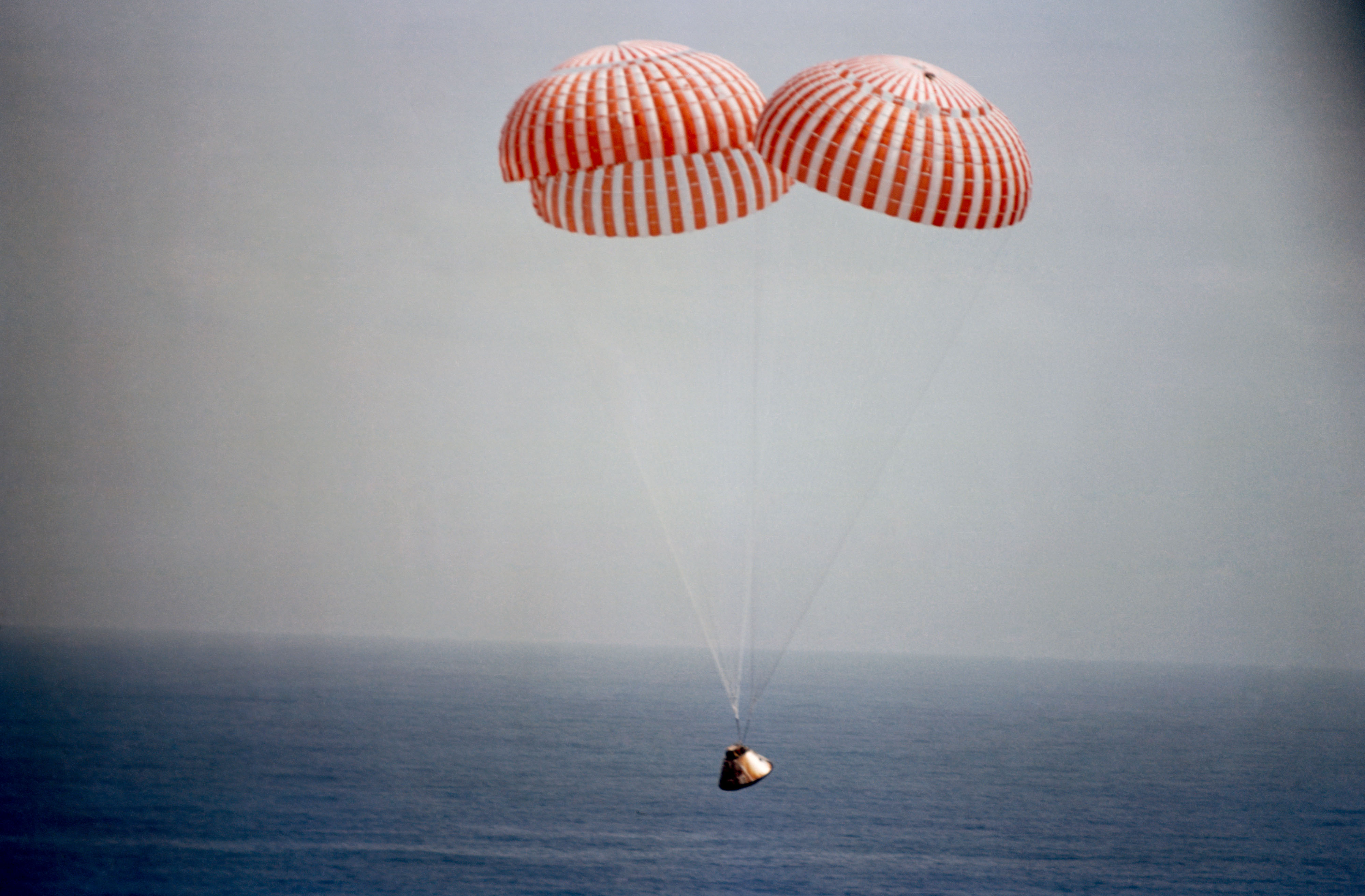
Apollo 9 kurz vor der Wasserung

Die restliche Zeit in der Umlaufbahn wurde der Erdbeobachtung gewidmet. Die Crew brachte 1373 verwertbare Fotos zurück. Aufgrund schlechten Wetters im Landegebiet erfolgte die Zündung der Bremsraketen eine Erdumkreisung später als geplant. Zehn Tage nach dem Start, am 13. März, um 17:00 UTC wasserte Apollo 9 sicher im Atlantik und wurde von der Guadalcanal geborgen. Im Gegensatz zu Apollo 7 und Apollo 8 trieb die Landekapsel gleich mit der Spitze nach oben und musste sich nicht erst aufrichten.

## Verbleib des Raumfahrzeugs

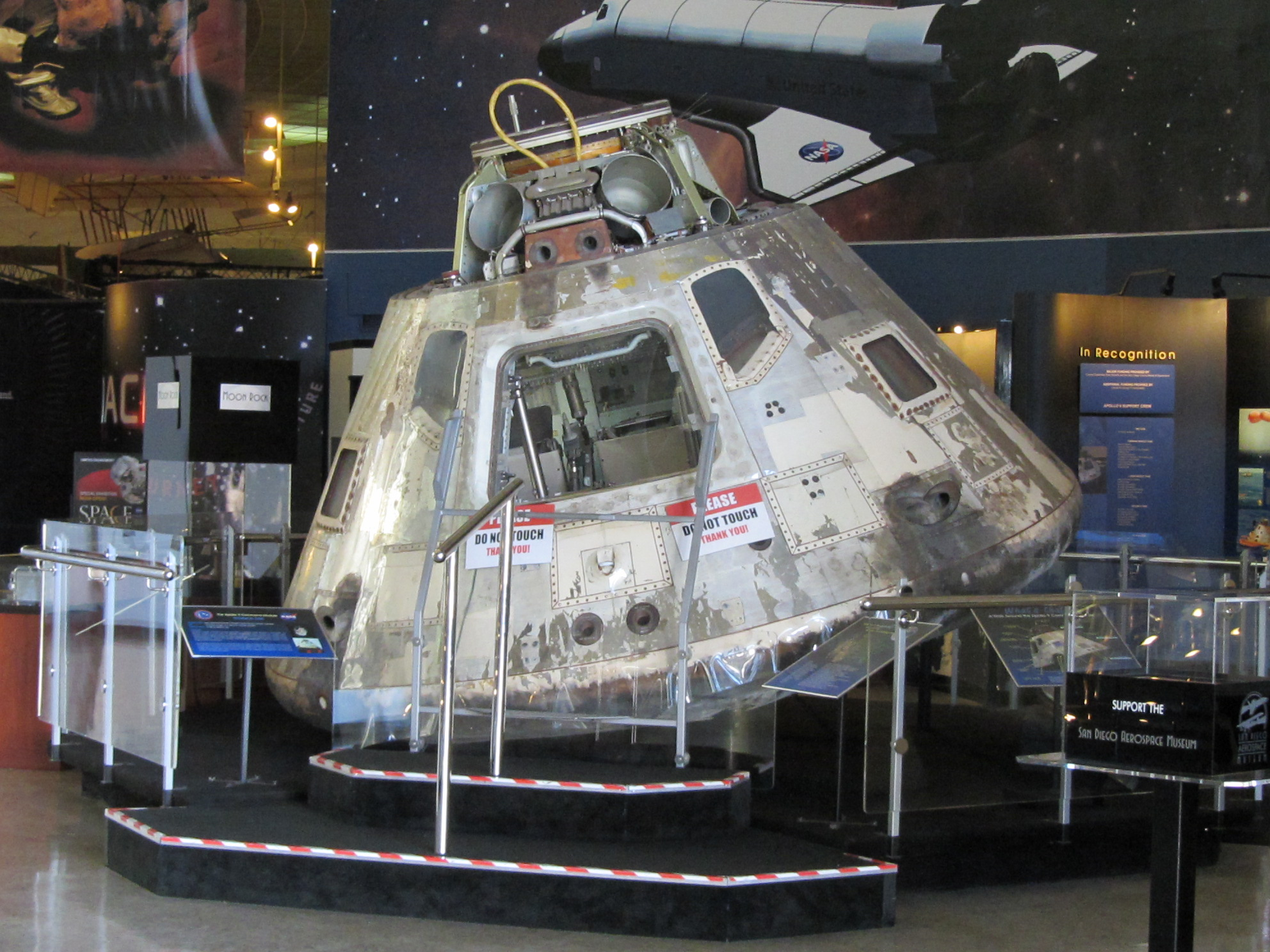
Kommandokapsel im San Diego Air & Space Museum

Die Kommandokapsel war bis zu dessen Schließung im April 2004 im Michigan Space and Science Center in Jackson, Michigan, ausgestellt und befindet sich heute im San Diego Air & Space Museum in San Diego (CA).

## Bedeutung für das Apollo-Programm
Apollo 9 war ein voller Erfolg. Mit der Mondfähre und dem Apollo-Raumanzug waren nun auch die letzten Ausrüstungsgegenstände im All getestet, die für eine Mondlandung notwendig waren. Auch sämtliche Rendezvous- und Kopplungsmanöver wurden erprobt. Die Raumkrankheit, unter der Schweickart gelitten hatte, hatte zwar zur Verkürzung der Außenbordarbeiten geführt, dieses Risiko wurde jedoch als beherrschbar eingeschätzt. Die Übelkeit trat immer nur zu Beginn eines Raumfluges auf, so dass ein an Raumkrankheit leidender Astronaut sich bis zur Ankunft auf dem Mond erholt haben sollte.
Innerhalb der NASA gab es Stimmen, dass die nächste Mission, Apollo 10, bereits eine bemannte Mondlandung versuchen sollte; der ursprüngliche Plan wurde aber beibehalten, was am 24. März 1969 noch einmal ausdrücklich bestätigt wurde. Danach sollte der nächste Flug, Apollo 10, die Missionen von Apollo 8 und Apollo 9 kombinieren: zum Mond fliegen und in dessen Umlaufbahn mit der Mondfähre alle Manöver für eine Landung simulieren.